# Půhon
Půhon (latinsky citatio) byla v českém zemském právu 11. až 17. století písemná formulace žalobního nároku, tedy vlastně petitu této žaloby, se kterou chtěl žalobce (původ) vystoupit proti žalovanému (pohnanému) před soudem. Kromě toho půhon ještě obsahoval datum konání soudu a jména soudních komorníků (půhončích), kteří ho žalovanému doručovali.
Doručení půhonu (pohnání) bylo pro další řízení velmi důležité, protože jestliže se žalovaný k soudu nedostavil, automaticky ztratil při z důvodu stanného práva (po zahájení soudu byla každá strana dotazována, zda „stojí na svém právu“, tedy zda je přítomna; po třetím marném vyvolání spor prohrála). Bylo proto nutné dokázat, že půhon byl skutečně doručen a žalovaný o soudu ví, což půhončí zpočátku dokládali třískou z jeho dveří, později již jen skládali přísahu. Všechny půhony se evidovaly v zemských deskách.
Od 16. století se už v českém právu objevuje klasické úřední obeslání a půhon je zakázán roku 1627 Obnoveným zřízením zemským.